# Église du diable de Paistjärvi
L'Église du diable de Paistjärvi (Paistjärvi Pirunkirkko) est une grotte de Paistjärvi à Heinola.

## Présentation
La grotte mesure 40 mètres de long, 3 à 8 mètres de large et 3 à 8 mètres de haut.
Au fil du temps, elle a été la résidence des réfugiés de guerre, des chasseurs et des pêcheurs.
De nos jours, c'est une attraction touristique.